# Liste des images canoniquement couronnées en France
 (octobre 2024).
Vous trouverez ci-dessous la liste des couronnements canoniques notables en France. Ces images (statue, peinture, etc.) du Christ ou de la Vierge Marie ont reçue « déclaration publique du couronnement » par le pape.

## Couronnements canoniques en France

### Images mariales
| Titre officiel de l'image             | Date du couronnement | Sanctuaire de dévotion                                             | Autorisé par | image mariale | sanctuaire |
| ------------------------------------- | -------------------- | ------------------------------------------------------------------ | ------------ | ------------- | ---------- |
| Notre-Dame des Victoires              | 9 juillet 1853       | Basilique Notre-Dame-des-Victoires de Paris                        | Pie IX       |               |            |
| Notre-Dame de Rocamadour              | 8 septembre 1853     | Chapelle Notre-Dame de Rocamadour                                  | Pie IX       |               |            |
| Notre-Dame des Miracles               | 13 mai 1855          | Basilique Notre-Dame-des-Miracles de Mauriac                       | Pie IX       |               |            |
| Notre-Dame du Laus                    | 23 mai 1855          | Sanctuaire de Notre-Dame du Laus                                   | Pie IX       |               |            |
| Notre-Dame de Chartres                | 31 mai 1855          | Cathédrale Notre-Dame de Chartres                                  | Pie IX       |               |            |
| Notre-Dame de Torcé-en-Vallée         | 2 juillet 1855       | Église Notre-Dame de Torcé-en-Vallée                               | Pie IX       |               |            |
| Notre-Dame du Fresneau                | 8 septembre 1855     | Sanctuaire de Notre-Dame du Fresneau, Marsanne (Drôme)             | Pie IX       |               |            |
| Notre-Dame du Puy-en-Velay            | 8 juin 1856          | Cathédrale Notre-Dame du Puy-en-Velay                              | Pie IX       |               |            |
| Notre-Dame de Verdelais               | 2 juillet 1856       | Basilique Notre-Dame de Verdelais                                  | Pie IX       |               |            |
| Notre-Dame de Liesse                  | 18 août 1857         | Basilique Notre-Dame de Liesse                                     | Pie IX       |               |            |
| Notre-Dame de Bon Secours             | 8 septembre 1857     | Basilique Notre-Dame-de-Bon-Secours de Guingamp                    | Pie IX       |               |            |
| Notre-Dame de Sainte Espérance        | 5 avril 1858         | Église Saint-Séverin de Paris                                      | Pie IX       |               |            |
| Notre-Dame de Rumengol                | 30 mai 1858          | Église Notre-Dame de Rumengol                                      | Pie IX       |               |            |
| Notre-Dame de Pitié de Marienthal     | 19 septembre 1859    | Basilique Notre-Dame de Marienthal de Haguenau                     | Pie IX       |               |            |
| Notre-Dame des Aydes                  | 20 mai 1860          | Église Saint-Saturnin de Blois                                     | Pie IX       |               |            |
| Notre-Dame de Valfleury               | 31 mai 1860          | Sanctuaire de Notre-Dame de Valfleury                              | Pie IX       |               |            |
| Notre-Dame d'Avesnières               | 5 septembre 1860     | Basilique Notre-Dame d'Avesnières                                  | Pie IX       |               |            |
| Notre-Dame de Cléry                   | 8 septembre 1863     | Basilique Notre-Dame de Cléry                                      | Pie IX       |               |            |
| Notre-Dame la Grande                  | 29 novembre 1863     | Collégiale Notre-Dame-la-Grande de Poitiers                        | Pie IX       |               |            |
| Notre-Dame de Lumière                 | 30 juillet 1864      | Sanctuaire Notre-Dame de Lumière, Goult                            | Pie IX       |               |            |
| Notre-Dame d'Espérance                | 30 juillet 1865      | Basilique Notre-Dame-d'Espérance de Saint-Brieuc                   | Pie IX       |               |            |
| Notre-Dame de Bonsecours              | 3 septembre 1865     | Église Notre-Dame-de-Bonsecours de Nancy                           | Pie IX       |               |            |
| Notre-Dame de Buglose                 | 9 septembre 1866     | Basilique Notre-Dame de Buglose, Saint-Vincent-de-Paul (Landes)    | Pie IX       |               |            |
| Notre-Dame du Roncier                 | 8 septembre 1868     | Basilique Notre-Dame-du-Roncier de Josselin                        | Pie IX       |               |            |
| Saint-Anne d'Auray                    | 30 septembre 1868    | Basilique-Sanctuaire Sainte-Anne de Sainte-Anne-d'Auray            | Pie IX       |               |            |
| Notre-Dame de la Délivrande           | 8 décembre 1868      | Église Notre-Dame-de-la-Délivrande du Morne-Rouge                  | Pie IX       |               |            |
| Notre-Dame du Sacré-Cœur              | 25 février 1869      | Basilique Notre-Dame du Sacré-Cœur d'Issoudun                      | Pie IX       |               |            |
| Notre-Dame de Grâce                   | 11 mai 1869          | Sanctuaire de Notre-Dame-de-Grâce de Rochefort-du-Gard             | Pie IX       |               |            |
| Notre-Dame de Pradelles               | 18 juillet 1869      | Chapelle Notre-Dame de Pradelles                                   | Pie IX       |               |            |
| Notre-Dame du Bon Remède              | 15 octobre 1869      | Abbaye Saint-Michel de Frigolet                                    | Pie IX       |               |            |
| Notre-Dame de la Délivrande           | 22 août 1872         | Basilique Notre-Dame-de-la-Délivrande de Douvres-la-Délivrande     | Pie IX       |               |            |
| Notre-Dame d'Arcachon                 | 16 juillet 1873      | Basilique Notre-Dame d'Arcachon                                    | Pie IX       |               |            |
| Notre-Dame de Sion                    | 10 septembre 1873    | Basilique Notre-Dame de Sion                                       | Pie IX       |               |            |
| Notre-Dame de Pitié                   | 21 septembre 1873    | Basilique Notre-Dame-de-Pitié de La Chapelle-Saint-Laurent         | Pie IX       |               |            |
| Notre-Dame de la Treille              | 21 juin 1874         | Cathédrale Notre-Dame-de-la-Treille                                | Pie IX       |               |            |
| Notre-Dame du Port                    | 20 juin 1875         | Basilique Notre-Dame-du-Port de Clermont-Ferrand                   | Pie IX       |               |            |
| Notre-Dame des Miracles               | 18 juillet 1875      | Cathédrale Notre-Dame de Saint-Omer                                | Pie IX       |               |            |
| Notre-Dame de la Carce                | 15 août 1875         | Collégiale Notre-Dame-de-la-Carce de Marvejols                     | Pie IX       |               |            |
| Notre-Dame des Gardes                 | 8 septembre 1875     | Abbaye Notre-Dame des Gardes, Saint-Georges-des-Gardes             | Pie IX       |               |            |
| Notre-Dame de Benoite-Vaux            | 8 septembre 1875     | Église de Notre-Dame-de-Benoite-Vaux                               | Pie IX       |               |            |
| Notre-Dame du Rosaire                 | 3 juillet 1876       | Sanctuaire de Notre-Dame de Lourdes                                | Pie IX       |               |            |
| Notre-Dame de Ceignac                 | 9 juillet 1876       | Basilique Notre-Dame de Ceignac                                    | Pie IX       |               |            |
| Sainte-Anne d'Apt                     | 9 septembre 1877     | Cathédrale Sainte-Anne d'Apt                                       | Pie IX       |               |            |
| Notre-Dame des Oliviers               | 18 juin 1878         | Église Notre-Dame des Oliviers, Murat (Cantal)                     | Léon XIII    |               |            |
| Notre-Dame de La Salette              | 21 août 1879         | Sanctuaire de Notre-Dame de La Salette                             | Léon XIII    |               |            |
| Notre-Dame de Bonsecours              | 24 mai 1880          | Basilique Notre-Dame de Bonsecours                                 | Pie IX       |               |            |
| Notre-Dame de Bon Secours             | 15 août 1880         | Basilique Notre-Dame-de-Bon-Secours de Lablachère                  | Léon XIII    |               |            |
| Notre-Dame de Vassivière              | 3 juillet 1881       | Chapelle Notre-Dame de Vassivière                                  | Léon XIII    |               |            |
| Notre-Dame de Toutes-Aides            | 24 juin 1883         | Église Notre-Dame-de-Toutes-Aides, Nantes                          | Léon XIII    |               |            |
| Notre-Dame du Grand Retour            | 25 août 1885         | Basilique Notre-Dame-de-l'Immaculée-Conception de Boulogne-sur-Mer | Léon XIII    |               |            |
| Notre-Dame du Folgoët                 | 8 septembre 1888     | Basilique Notre-Dame du Folgoët                                    | Léon XIII    |               |            |
| Notre-Dame de L'Epine                 | 3 juin 1890          | Basilique Notre-Dame de L'Épine                                    | Léon XIII    |               |            |
| Notre-Dame d'Arliquet                 | 25 septembre 1892    | Chapelle Notre-Dame-d'Arliquet, Aixe-sur-Vienne                    | Léon XIII    |               |            |
| Notre-Dame de Sarrance                | 26 juillet 1893      | Église Notre-Dame-de-la-Pierre, Sarrance                           | Léon XIII    |               |            |
| Notre-Dame d'Orcival                  | 3 mai 1894           | Basilique Notre-Dame d'Orcival                                     | Léon XIII    |               |            |
| Notre-Dame de Grâce                   | 14 mai 1894          | Cathédrale Notre-Dame-de-Grâce de Cambrai                          | Léon XIII    |               |            |
| Vierge Noire de Mende                 | 15 août 1894         | Cathédrale Notre-Dame-et-Saint-Privat de Mende                     | Léon XIII    |               |            |
| Notre-Dame des Portes                 | 26 août 1894         | Chapelle Notre-Dame des Portes, Châteauneuf-du-Faou                | Léon XIII    |               |            |
| Notre-Dame du Saint Cordon            | 7 juin 1897          | Basilique Notre-Dame-du-Saint-Cordon, Valenciennes                 | Léon XIII    |               |            |
| Notre-Dame de Romay                   | 5 août 1897          | Chapelle Notre-Dame de Romay, Paray-le-Monial                      | Léon XIII    |               |            |
| Notre-Dame de la Médaille miraculeuse | 26 juillet 1897      | Chapelle Notre-Dame-de-la-Médaille-Miraculeuse de Paris            | Léon XIII    |               |            |
| Notre-Dame de Bethléem                | 6 septembre 1898     | Abbaye de Ferrières                                                | Léon XIII    |               |            |
| Notre-Dame de Laghet                  | 19 avril 1900        | Sanctuaire Notre-Dame de Laghet                                    | Léon XIII    |               |            |
| Notre-Dame de Fourvière               | 8 septembre 1900     | Basilique Notre-Dame de Fourvière, Lyon                            | Léon XIII    |               |            |
| Notre-Dame de Brebières               | 19 juin 1901         | Basilique Notre-Dame de Brebières, Albert (Somme)                  | Léon XIII    |               |            |
| Notre-Dame des Dunes                  | 10 juin 1903         | Chapelle Notre-Dame des Dunes, Dunkerque                           | Léon XIII    |               |            |
| Notre-Dame de Quézac                  | 11 septembre 1904    | Collégiale Notre-Dame de Quézac                                    | Pie X        |               |            |
| Notre-Dame des Malades,               | 11 decembre 1904     | Église Saint-Joseph-Artisan de Paris                               | Pie X        |               |            |
| Notre-Dame de Myans                   | 17 août 1905         | Sanctuaire Notre-Dame de Myans                                     | Pie X        |               |            |
| Notre-Dame des Miracles et des Vertus | 25 mars 1908         | Basilique Saint-Sauveur de Rennes                                  | Pie X        |               |            |
| Notre-Dame de Bonne Nouvelle          | 25 mars 1908         | Basilique Notre-Dame-de-Bonne-Nouvelle de Rennes                   | Pie X        |               |            |
| Notre-Dame de Gray                    | 16 mai 1909          | Basilique Notre-Dame de Gray                                       | Pie X        |               |            |
| Notre-Dame de Consolation             | 21 juin 1909         | Chapelle Notre-Dame-de-Consolation (Hyères)                        | Pie X        |               |            |
| Notre Dame de Laurie                  | 27 mai 1912          | Église Notre-Dame de Laurie (Cantal)                               | Pie X        |               |            |
| Notre-Dame d'Étang                    | 4 juillet 1912       | Chapelle Notre-Dame d'Étang, Velars-sur-Ouche                      | Pie X        |               |            |
| Notre-Dame du Beau Rameau             | 12 juillet 1912      | Sanctuaire de Notre-Dame de Bétharram                              | Pie X        |               |            |
| Notre-Dame de Grâce                   | 19 juin 1913         | Chapelle Notre-Dame-de-Grâce d'Équemauville                        | Pie X        |               |            |
| Notre-Dame-Trouvée                    | 6 juillet 1913       | Chapelle Notre-Dame-Trouvée, Pouilly-en-Auxois                     | Pie X        |               |            |
| Notre-Dame du Peyrou                  | 24 juillet 1913      | Chapelle Notre-Dame du Peyrou, Clermont-l'Hérault                  | Pie X        |               |            |
| Sainte-Anne la Palud                  | 31 août 1913         | Chapelle Sainte-Anne-la-Palud, Plonévez-Porzay                     | Pie X        |               |            |
| Notre-Dame d'Estours                  | 7 septembre 1913     | Chapelle Notre-Dame d'Estours, Monistrol-d'Allier                  | Pie X        |               |            |
| Notre-Dame du Guet                    | 4 juillet 1920       | Collégiale Saint-Étienne de Bar-le-Duc                             | Benoît XV    |               |            |
| Notre-Dame de Quelven                 | 15 août 1921         | Chapelle Notre-Dame-de-Quelven, Guern                              | Pie X        |               |            |
| Notre-Dame d'Auteyrac                 | 28 août 1921         | Chapelle Notre-Dame d'Auteyrac, Vissac-Auteyrac                    | Benoît XV    |               |            |
| Notre-Dame des Ardents                | 27 mai 1923          | Église Notre-Dame-des-Ardents d'Arras                              | Pie XI       |               |            |
| Notre-Dame des Enfants                | 26 août 1923         | Basilique Notre-Dame-des-Enfants de Châteauneuf-sur-Cher           | Pie XI       |               |            |
| Notre-Dame des Marais                 | 8 septembre 1923     | Église Saint-Sulpice de Fougères                                   | Pie XI       |               |            |
| Notre-Dame de Béhuard                 | 24 septembre 1923    | Église Notre-Dame de Béhuard                                       | Pie XI       |               |            |
| Notre-Dame de Font-Romeu              | 4 août 1926          | Ermitage Notre-Dame de Font-Romeu                                  | Pie XI       |               |            |
| Notre-Dame d'Auch                     | 21 mai 1929          | Cathédrale Sainte-Marie d'Auch                                     | Pie XI       |               |            |
| Notre-Dame de la Garde                | 21 juin 1931         | Basilique Notre-Dame-de-la-Garde, Marseille                        | Pie XI       |               |            |
| Notre-Dame de Lescure                 | 17 mars 1934         | Église Notre-Dame-de-la-Visitation de Lescure                      | Pie XI       |               |            |
| Notre-Dame d'Avioth                   | 15 juillet 1934      | Basilique Notre-Dame d'Avioth                                      | Pie XI       |               |            |
| Notre Dame d'Espérance                | 24 juillet 1934      | Basilique Notre-Dame de Pontmain                                   | Pie XI       |               |            |
| Notre-Dame de Délivrance              | 29 juillet 1934      | Basilique Notre-Dame-de-Délivrance de Quintin                      | Pie XI       |               |            |
| Notre-Dame du Suc                     | 10 juin 1935         | Sanctuaire Notre-Dame du Suc, Brissac (Hérault)                    | Pie XI       |               |            |
| Notre-Dame de Thierenbach             | 22 juillet 1935      | Prieuré de Thierenbach                                             | Pie XI       |               |            |
| Notre-Dame de Montligeon              | 19 septembre 1935    | Basilique Notre-Dame de Montligeon, La Chapelle-Montligeon         | Pie XI       |               |            |
| Notre-Dame des Malades                | 27 mai 1937          | Église Saint-Blaise de Vichy                                       | Pie XI       |               |            |
| Notre-Dame de La Guerche              | 17 juin 1937         | Basilique Notre-Dame-de-l'Assomption de La Guerche-de-Bretagne     | Pie XI       |               |            |
| Notre-Dame de Verdun                  | 2 juillet 1946       | Cathédrale Notre-Dame de Verdun                                    | Pie XII      |               |            |
| Notre-Dame de Guadalupe               | 26 avril 1949        | Cathédrale Notre-Dame de Paris                                     | Pie XII      |               |            |
| Notre-Dame de Toute Aide de Querrien  | 14 août 1950         | Chapelle Notre-Dame-de-Toute-Aide de Querrien                      | Pie XII      |               |            |
| Notre-Dame de la Joie                 | 23 septembre 1951    | Basilique Notre-Dame-de-la-Joie de Pontivy                         | Pie XII      |               |            |
| Notre-Dame des Grâces de Lavasina     | 18 mai 1952          | Sanctuaire Notre-Dame des Grâces de Lavasina                       | Pie XII      |               |            |
| Notre-Dame des Pénitents              | 21 juin 1953         | Chapelle des Pénitents d'Yssingeaux                                | Pie XII      |               |            |
| Notre-Dame Panetière                  | 8 août 1954          | Collégiale Saint-Pierre d'Aire-sur-la-Lys                          | Pie XII      |               |            |
| Notre-Dame de L'Étoile                | 1 mai 1960           | Abbaye de Montebourg                                               | Jean XXIII   |               |            |
| Notre-Dame du Puy                     | 4 mai 1964           | Chapelle de Notre-Dame du Puy, Bourganeuf                          | Paul VI      |               |            |
| Notre-Dame de Fatima des motards      | 15 août 2012         | Oratoire de la Madone des motards, Porcaro                         | Benoît XVI   |               |            |

### Images de Jésus
| Titre officiel de l'image | Date du couronnement | Sanctuaire de dévotion      | Autorisé par | image mariale | sanctuaire |
| ------------------------- | -------------------- | --------------------------- | ------------ | ------------- | ---------- |
| Sacré-Cœur de Jésus       | 20 septembre 1908    | Église Sacré-Cœur, Besançon | Pie X        |               |            |

### Images de Saint Joseph
| Titre officiel de l'image  | Date du couronnement | Sanctuaire de dévotion                                    | Autorisé par | image mariale | sanctuaire |
| -------------------------- | -------------------- | --------------------------------------------------------- | ------------ | ------------- | ---------- |
| Saint Joseph du Beauvais   | 14 juillet 1872      | Chapelle Saint-Joseph de Beauvais                         | Pie IX       |               |            |
| Saint Joseph du Tarascon   | 30 septembre 1874    | Abbaye Saint-Michel de Frigolet                           | Pie IX       |               |            |
| Saint Joseph du Allex      | 2 septembre 1900     | Sanctuaire Saint Joseph du Allex                          | Léon XIII    |               |            |
| Saint Joseph du Chêne      | 29 août 1906         | Chapelle Saint Joseph du Chêne, Villedieu-la-Blouère      | Pie X        |               |            |
| Saint Joseph du Kermaria   | 14 août 1921         | Oratorie Saint Joseph du Kermaria                         | Benoît XV    |               |            |
| Saint Joseph du Bon—Espoìr | 13 août 1961         | Basilique Saint-Joseph-de-Bon-Espoir, Espaly-Saint-Marcel | Jean XXIII   |               |            |